# Edward R. Hays
Edward Retilla Hays (* 26. Mai 1847 bei Fostoria, Ohio; † 28. Februar 1896 in Knoxville, Iowa) war ein US-amerikanischer Politiker. Zwischen 1890 und 1891 vertrat er den Bundesstaat Iowa im US-Repräsentantenhaus.

## Werdegang
Edward Hays besuchte die öffentlichen Schulen seiner Heimat und danach das Heidelberg College in Tiffin. Während des Bürgerkrieges war er von 1862 bis 1865 Soldat in einem Artillerieregiment aus Ohio. Nach einem anschließenden Jurastudium und seiner im Jahr 1869 erfolgten Zulassung als Rechtsanwalt begann er in Knoxville (Iowa) in seinem neuen Beruf zu arbeiten.
Politisch war Hays Mitglied der Republikanischen Partei. Nach dem Rücktritt des Kongressabgeordneten Edwin H. Conger, der zum amerikanischen Botschafter in Brasilien ernannt worden war, wurde Hays bei der fälligen Nachwahl im siebten Wahlbezirk von Iowa in das US-Repräsentantenhaus in Washington, D.C. gewählt. Dort beendete er zwischen dem 4. November 1890 und dem 3. März 1891 die von seinem Vorgänger begonnene Legislaturperiode. Bei den regulären Kongresswahlen des Jahres 1890 verzichtete Hays auf eine weitere Kandidatur.
Nach dem Ende seiner kurzen Zeit im Kongress arbeitete Edward Hays wieder als Anwalt in Knoxville. Dort ist er am 28. Februar 1896 auch verstorben.